# Ardenna bulleri
Ardenna bulleri е вид птица от семейство Procellariidae. Видът е световно застрашен, със статут Уязвим.

## Разпространение
Видът е разпространен в Американска Самоа, Австралия, Канада, Маршалови острови, Мексико, Малки далечни острови на САЩ, Нова Каледония, Нова Зеландия, Ниуе, Норфолк, Острови Кук, Перу, Русия, САЩ, Уолис и Футуна, Френска Полинезия и Чили.